# 深圳东海商务中心
东海商务广场是一座位于中国深圳福田区深南中路旁的摩天大楼综合体。A座也是目前中国最高的住宅用建筑。
建筑主体由四座楼宇构成：
- 东海商务中心A座，高306米（1,004英尺） ，85层。[2]
- 东海商务中心B座，高261米（856英尺） ，72层。[3]
- 东海商务中心C座，高206米（676英尺） ，40层。[4]
- 东海商务中心D座，高155米（509英尺） ，29层。[5]

AB座之间提供了高空回廊，可以在楼宇顶部穿梭。 2012年封顶，2013年建设完工，C座与D座为写字楼，2010年完工。A座曾经保持着亚太区最高的住宅大厦记录，直到2018年被曼谷的木兰滨河公寓以315米的高度超越。